# Weiterbildung in der Schweiz
Unter Weiterbildung in der Schweiz fallen aus Bundessicht allgemeinbildende oder berufsorientierte Bildungsaktivitäten in Form von Unterricht ausserhalb des formalen Bildungssystems der Schweiz, also beispielsweise Computerkurse oder Vorbereitungskurse für eine Berufs- oder höhere Fachprüfung. Die Weiterbildung findet dabei in einem organisierten und strukturierten Rahmen statt. Weiterbildung steht gemäss Bundesgesetz über die Weiterbildung primär in der Verantwortung des Einzelnen. Es steht jedoch auch im Interesse der Arbeitgebenden, die Weiterbildung ihren Mitarbeitenden auf allen Stufen zu begünstigen.
Umgangssprachlich wird Erwachsenen- und Weiterbildung breiter verstanden.
Im internationalen Vergleich ist das Niveau der Weiterbildung in der Schweiz und die Teilnahme an entsprechenden Massnahmen überdurchschnittlich hoch. Die letzte Erhebung des Bundesamtes für Statistik von 2016 weist für die Bevölkerung zwischen 15 und 75 Jahren eine Beteiligungsquote von 62,5 % aus. Das Land verfügt über ein gut entwickeltes, vielfältiges, stark marktorientiertes Weiterbildungssystem mit einer Vielzahl von Anbietern und Angeboten. Zudem prägt die föderale Struktur der Schweiz das System der Weiterbildung.

## Das Weiterbildungsgesetz (WeBiG)
Mit der Einführung eines nationalen Weiterbildungsgesetzes 2017 wurde die Weiterbildung erstmals als eigenständiger Bildungsbereich definiert und in das nationale Bildungssystem eingeordnet. Das WeBiG ist ein Rahmengesetz. Es enthält fünf Grundsätze, die für alle (rund 50) Spezialgesetze gelten, welche Bestimmungen zur Weiterbildung enthalten, also bspw. das Berufsbildungs- oder das Arbeitslosenversicherungsgesetz. Die Grundsätze lauten:
- Verantwortung
- Qualität
- Anrechnung von Bildungsleistungen
- Chancengleichheit
- Wettbewerb

Das WeBiG bildet die gesetzliche Grundlage für die Förderung und Unterstützung des lebenslangen Lernens im Bildungssystem in der Schweiz. Damit verfügt die Schweiz als eines von wenigen Ländern in Europa über ein nationales Weiterbildungsgesetz. Letzteres stellt sicher, dass sich alle Erlasse mit Regelungen zur Weiterbildung an den im WeBiG definierten Grundsätzen ausrichten. Das Staatssekretariat für Bildung, Forschung und Innovation SBFI bietet eine umfassende Dokumentation zum Weiterbildungsgesetz.

## Finanzierung der Weiterbildung
Die Weiterbildung wird in der Schweiz vorwiegend privat finanziert, hauptsächlich durch Teilnehmerbeiträge sowie im beruflichen Bereich durch die Arbeitgeber. Eine Finanzierung von Weiterbildungskursen bzw. Weiterbildungsteilnahmen durch die öffentliche Hand gibt es mit wenigen Ausnahmen nur in ausgewählten Bereichen, hauptsächlich bei Zielgruppen mit erschwertem Zugang, bspw. Grundkompetenzen und Integration.
Das WeBiG ist als Rahmengesetz nicht primär ein Finanzierungsgesetz. Es enthält nur zwei sogenannte Fördertatbestände:
- Die Förderung von Grundkompetenzen Erwachsener. Diese Förderung ist eine gemeinsame Aufgabe von Bund und Kantonen
- Die Unterstützung von Organisationen der Weiterbildung. Dazu gehören sieben Dachorganisationen, welche auf der Basis einer Leistungsvereinbarung mit dem Bund Leistungen im öffentlichen Interesse erbringen.

Neben dem WeBiG fördert der Bund die Weiterbildung auch im Rahmen der Bildungs-, Forschungs- und Innovationspolitik, die für jeweils vier Jahre vom Parlament beschlossen wird. Für die Förderperiode 2021–2024 hat das Schweizer Parlament eine Erhöhung der Mittel zur Förderung der berufsorientierten Weiterbildung genehmigt. Dies unterstreicht die zentrale Rolle der Weiterbildung für die Schweiz. Detaillierte Informationen bietet die BFI-Botschaft des Bundes.

## Grundkompetenzen Erwachsener
Der Besitz von Grundkompetenzen ist für Erwachsene die Voraussetzung dafür, den Alltag erfolgreich zu meistern und an der Gesellschaft und an Weiterbildung teilzunehmen. Aus diesem Grund wurde die Förderung des Erwerbs und des Erhalts von Grundkompetenzen Erwachsener im Weiterbildungsgesetz festgelegt. Laut WeBiG umfassen die Grundkompetenzen grundlegende Kenntnisse und Fähigkeiten in folgenden Bereichen (Definition gemäss Art. 13 WeBiG):
- Lesen, Schreiben und mündliche Ausdrucksfähigkeit in einer Landessprache;
- Grundkenntnisse der Mathematik;
- Anwendung von Informations- und Kommunikationstechnologien.

## Weiterbildung als nichtformale Bildung (non-formale Bildung)
Mit dem Schweizer Weiterbildungsgesetz von 2017 ist nicht- oder non-formale Bildung in der Schweiz zum Synonym für Weiterbildung geworden. In Abgrenzung zur «formalen Bildung» definiert das WeBiG «Weiterbildung» wie folgt:
«a. Weiterbildung (nichtformale Bildung): strukturierte Bildung ausserhalb der formalen Bildung;
b. formale Bildung: staatlich geregelte Bildung, die: 1. in der obligatorischen Schule stattfindet, oder 2. zu einem der folgenden Abschlüsse führt: zu einem Abschluss der Sekundarstufe II, zu einem Abschluss der höheren Berufsbildung oder zu einem akademischen Grad».

## Strukturen: Anbieter und Angebote
Das Spektrum der Weiterbildungsanbieter in der Schweiz ist heterogen und unübersichtlich. Anbieter unterschiedlicher Grösse und Ausrichtung garantieren ein umfangreiches Weiterbildungsangebot. Eine Gesamtübersicht der Weiterbildungsanbieter und -angebote existiert nicht, da diese in der offiziellen Bildungsstatistik des Bundes nicht erfasst werden. Das Bundesamt für Statistik führt periodische Teilnehmer- und Betriebsbefragungen durch, erfasst aber nicht die Strukturen des Weiterbildungsmarktes.
Der Schweizerische Verband für Weiterbildung (SVEB) geht davon aus, dass rund 3’000 Institutionen im Weiterbildungsmarkt aktiv sind. Auf der Basis der Teilnehmerstatistik des Bundesamtes für Statistik sowie der jährlichen, vom Dachverband SVEB durchgeführten Anbieterbefragungen wird davon ausgegangen, dass rund 80 % der Weiterbildungsanbieter in der Schweiz eine private und 20 % eine öffentliche Trägerschaft haben. Gemäss Anbieterbefragung des SVEB sind etwas mehr als die Hälfte kleine, etwa 40 % mittlere und weniger als 10 % grosse Anbieter.
Das Weiterbildungsangebot der Schweiz umfasst eine grosse Vielfalt an Kursen, Seminaren, Lehrgängen und Nachdiplomstudien. Zur Weiterbildung gehört auch das Lernen ausserhalb der Bildungsinstitutionen, so etwa das strukturierte oder informelle Lernen am Arbeitsplatz, die selbständige Nutzung von Lernmaterialien, digitalen Plattformen und Netzwerken oder Fachliteratur sowie das Lernen in selbstorganisierten Gruppen und der Besuch von Tagungen und Museen.
Das selbstorganisierte und informelle Lernen wird im Weiterbildungsgesetz nicht zur Weiterbildung gezählt, spielt aber in der individuellen Entwicklung sowie im betrieblichen Alltag eine zentrale Rolle.

## Weiterbildungsteilnahme
Die Weiterbildungsteilnahme ist in der Schweiz im internationalen Vergleich relativ hoch. Sie ist zudem statistisch gut erfasst: Das Bundesamt für Statistik (BFS) erhebt seit 1991 jedes Jahr Daten zur Bildungsteilnahme im Rahmen der Schweizerischen Arbeitskräfteerhebung (SAKE). Seit 2011 führt das BFS zusätzlich alle fünf Jahren ein vertiefte Teilnehmerbefragung im Rahmen des Mikrozensus Aus- und Weiterbildung durch.
Gemäss dem Mikrozensus von 2016 gaben fast zwei Drittel der Erwachsenen im Alter von 15 bis 75 Jahren an, innerhalb der letzten zwölf Monate an mindestens einer Weiterbildungsaktivität (nichtformale Bildung) teilgenommen zu haben. Dabei dominiert die Weiterbildung aus beruflichen Gründen. Bei der generellen Teilnahmequote der Weiterbildung der Schweizer Bevölkerung gibt es keine Unterschiede zwischen Frauen und Männern. Frauen beteiligen sich jedoch öfter aus ausserberuflichen Gründen an Weiterbildungen als Männer. Personen mit hohem Bildungsstand nehmen insgesamt am häufigsten an Weiterbildungen teil.
Die Weiterbildung in Unternehmen wird durch die Statistik der beruflichen Aus- und Weiterbildung des Bundesamts für Statistik erfasst. Demnach unterstützen rund 80 % der Unternehmen die Weiterbildung ihrer Mitarbeitenden in der einen oder anderen Form, wobei kleine Unternehmen (10–50 MA) eine deutlich geringere Weiterbildungsaktivität aufweisen als mittlere und grosse Unternehmen. Kleinstbetriebe mit weniger als 10 Mitarbeitenden werden in der Statistik nicht erfasst.
Der Schweizerische Verband für Weiterbildung SVEB hat die BFS-Daten aufbereitet und bietet einen Überblick über die wichtigsten Angaben zu den Weiterbildungsaktivitäten der Schweizer Unternehmen.

## Personal und Professionalisierung
Weiterbildung als Beruf wird in der Schweiz meist als Zweitberuf ausgeübt, oft durch Teilzeit- und nebenberuflich Tätige. Das WeBiG definiert die Ausbildung des in der Schweiz tätigen erwachsenenpädagogischen Personals als Qualitätsfaktor.
In der Schweiz existiert seit 1996 ein nationales, modulares Qualifizierungssystem zur Ausbildung der Ausbildenden (AdA). Das dreistufige AdA-Baukastensystem umfasst die praxisorientierte Qualifizierung von Ausbildenden – von der grundlegenden didaktischen Qualifikation bis hin zur Qualifikation als Ausbildungsleitende. Stufe 1 vermittelt eine methodisch-didaktische Basisqualifikation und schliesst mit einem non-formalen Branchenzertifikat ab. Auf den Stufen 2 und 3 werden formale Abschlüsse der Höheren Berufsbildung verliehen (Tertiärstufe B). Einen weiteren formalen Abschluss auf Stufe Tertiär B bieten Höhere Fachschulen mit dem Diplomlehrgang Erwachsenenbildner HF.
Seit Einführung des AdA-Systems haben rund 57'000 Kursleitende die Stufe 1 erfolgreich absolviert und ein sogenanntes SVEB-Zertifikat erworben. Mehr als 12'000 Personen haben einen eidgenössischen Fachausweis Ausbilder und rund 100 Personen ein eidgenössisches Diplom Ausbildungsleiter erworben.
Neben den AdA-Abschlüssen existieren seit einigen Jahren auch non-formale Abschlüsse von Hochschulen, die spezifisch auf Tätigkeiten im Weiterbildungsbereich ausgerichtet sind, insbesondere CAS (Certificate of Advanced Studies), DAS (Diploma of Advanced Studies) und MAS (Master of Advanced Studies). Diese sind stärker theoretisch ausgerichtet als die praxisorientierten AdA-Abschlüsse und qualifizieren ebenfalls sowohl für didaktische Tätigkeiten als auch für Planungs-, Management- und Leitungsfunktionen in der Weiterbildung.
Die Abschlüsse sind im Weiterbildungsmarkt etabliert und breit anerkannt. Die Digitalisierung, Internationalisierung und Individualisierung der Bildung sowie neue Erkenntnisse aus Forschung und Wissenschaft verändern die Anforderungen an die Kompetenzen des Weiterbildungspersonals. Um diese neuen Anforderungen zu integrieren, werden die Abschlüsse bei Bedarf überprüft und weiterentwickelt. Das AdA-Baukastensystem befindet sich 2021 in Revision.

## Qualitätssicherung
Gemäss WeBiG liegt die Verantwortung für die Qualitätssicherung und -entwicklung von Weiterbildungen in der Schweiz bei den Anbietern. Mit eduQua verfügt die Schweiz seit dem Jahr 2000 über ein Qualitätslabel, das speziell für Weiterbildungsinstitutionen entwickelt und auf deren Bedürfnisse abgestimmt wurde. Damit ist sie im internationalen Vergleich eines der wenigen Länder, die über ein genuin für die Weiterbildung entwickeltes Qualitätszertifikat verfügen.
Das eduQua-Label definiert Mindestanforderungen an die Qualitätssicherung und -entwicklung. Es wird an Weiterbildungsinstitutionen abgegeben, welche die vorgegebenen Qualitätsstandards erfüllen und dies in einem Zertifizierungsverfahren durch eine akkreditierte Zertifizierungsstelle nachgewiesen haben. Rund 1000 Schweizer Weiterbildungsanbieter sind eduQua-zertifiziert.
EduQua wurde in einer Kooperation aus Bund, Kantonen und Weiterbildungsorganisationen entwickelt. Daran beteiligt waren das Staatssekretariat für Wirtschaft SECO, das Bundesamt für Berufsbildung und Technologie BTT (heute SBFI), die Deutschschweizerische Berufsbildungsämter-Konferenz DBK und der Schweizerischer Verband für Weiterbildung SVEB.
Das eduQua-Label wird regelmässig überprüft und den sich verändernden Anforderungen an die Qualitätsentwicklung in der Weiterbildung angepasst. Es befindet sich derzeit in Revision. Ab 2022 sind Zertifizierungen nach der revidierten Norm möglich.
EduQua ist das mit Abstand am weitesten verbreitete Qualitätslabel in der Schweiz. Parallel dazu steht eine Reihe weiterer anerkannter Labels und Qualitätsmodelle zur Verfügung, die ebenfalls im Weiterbildungsbereich etabliert sind. Je nach Tätigkeitsfeld verfügen Anbieter oft über mehrere Qualitätslabel.
In vielen Kantonen ist ein anerkanntes Qualitätslabel Voraussetzung für den Erhalt öffentlicher Gelder für Weiterbildungsangebote, beispielsweise in den Bereichen Grundkompetenzen, Integration oder arbeitsmarktliche Massnahmen.

## Neuere Entwicklungen
Covid-19 hat 2020 durch Home-Office und Präsenzverbot für die Bildung den Trend zur Digitalisierung in der Weiterbildung verstärkt. Infolge dieser ausserordentlichen Situation wurde ein Grossteil der Weiterbildung in digitale Settings verschoben, wie eine Anbieterbefragung des SVEB zeigt.
Vor der Pandemie war die Weiterbildung in der Schweiz stark auf Präsenzunterricht ausgerichtet. Es wird davon ausgegangen, dass der pandemiebedingte Digitalisierungsschub längerfristige Auswirkungen zeitigt und ein Teil der in dieser Phase entwickelten digitalen Angebote in die ständigen Programme aufgenommen wird.